# Доживотен затвор
Доживотният затвор е присъда лишаване от свобода, за извършено тежко престъпление, според която осъденото лице остава в затвор до края на своя живот. Някои престъпления, за които човек може да получи такава присъда са: убийство, държавна измяна, жестоки и насилствени случаи на търговия с наркотици или трафик на хора, или случаи на кражба и обир, съпроводени със смърт или тежка телесна повреда.
В България наказанието се среща в 2 разновидности:
- доживотен затвор без замяна и
- доживотен затвор с възможност да се замени с по-леко наказание.